# Чемеринецька сільська рада
| Чемерине́цька сільська́ ра́да — колишній орган місцевого самоврядування у Перемишлянському районі Львівської області з адміністративним центром у с. Чемеринці. Історична дата утворення: в 1940 році. Водоймища на території, підпорядкованій даній раді: річка Золота Липа. Сільській раді підпорядковані населені пункти: - с. Чемеринці - с. Гуральня - с. Кузубатиця - с. Кучерівка |

## Склад ради
Рада складається з 16 депутатів та голови.

### Керівний склад ради
| ПІБ                           | Основні відомості                                                               | Дата обрання | Дата звільнення |
| ----------------------------- | ------------------------------------------------------------------------------- | ------------ | --------------- |
| Івасечко Ксенія Володимирівна | Сільський голова, 1957 року народження, освіта, позапартійна                    | 26.03.2006   | 31.10.2010      |
| Івасечко Ксенія Володимирівна | Сільський голова, 1957 року народження, освіта середня спеціальна, позапартійна | 31.10.2010   |                 |

Примітка: таблиця складена за даними джерела